# Апостасиевые
Апостасиевые (лат. Apostasioideae) — подсемейство семейства Орхидные.
Подсемейство апостасиевых является базальной группой орхидных и включает в себя 16 видов из двух родов.
Все представители апостасиевых — небольшие многолетние, травянистые растения.

## Ареал
Распространены в Непале, в южной части Китая и Японии в Новой Гвинее и на крайнем севере штата Квинсленд, Австралия. В лесах, от 200 до 2200 метров над уровнем моря.

## Классификация
Подсемейство включает в себя два рода:
- Neuwiedia Blume — имеет 3 плодоносных пыльника
- Apostasia Blume — имеет 2 пыльника и одну волокнистую тычинку (стерильная тычинка).